# Antoine Régnault
Antoine Régnault (im 16. Jahrhundert) war ein französischer Kaufmann und Wallfahrer.

## Leben
Antoine Régnault, Kaufmann und Bürger von Paris, reiste 1549 an das Heilige Grab in Jerusalem.
Er veröffentlichte 1573 in Lyon das Buch Discours du voyage d'Outre Mer au Sainct Sépulcre de Iérusalem, et autres lieux de la terre Saincte über seine Pilgerreise ins Heilige Land. Das Buch (Erster Teil) behandelt zudem die christliche Lehre der Chaldäer und die Zeremonien beim Empfang der Ritter des Heiligen Grabes nach dem alten Statut des Ritterordens vom Heiligen Grab aus dem Jahre 1099. Es beschreibt außerdem die Begegnungen um das Schweißtuch der Veronika. Das Buch wurde von Nicolas Chemin aus Paris in einem zweiten Teil ergänzt um die Themen der Grabesritter und der Kaiser, Könige und Fürsten von Frankreich sowie des Souveräns und Leitung der Ordensritter und der Seefahrer des Heiligen Grabes.